# Mormonia obvia
Mormonia obvia är en fjärilsart som beskrevs av Schwarz 1919. Mormonia obvia ingår i släktet Mormonia och familjen nattflyn. Inga underarter finns listade i Catalogue of Life.